# شمشیردار
شمشیردار (پارسی میانه: šafšēlār) یکی از مقام‌های ایران ساسانی بود که با توجه به نامش شمشیر شاهنشاه را احتمالاً در مراسم‌های سلطنتی حمل می‌کرد. از این مقام در سنگ‌نوشته شاپور یکم بر کعبه زرتشت یاد شده و فردی به نام بابک دارندهٔ آن است.